# Liste der Kulturdenkmale in Dingelstedt am Huy
In der Liste der Kulturdenkmale in Dingelstedt am Huy sind alle Kulturdenkmale in Dingelstedt am Huy, einem Ortsteil der Gemeinde Huy (Landkreis Harz), aufgelistet. Grundlage ist das Denkmalverzeichnis des Landes Sachsen-Anhalt, das auf Basis des Denkmalschutzgesetzes des Landes Sachsen-Anhalt vom 21. Oktober 1991 durch das Landesamt für Denkmalpflege und Archäologie Sachsen-Anhalt erstellt und seither laufend ergänzt wurde (Stand: 31. Dezember 2021).

## Kulturdenkmale
| Lage | Bezeichnung                  | Beschreibung                                                   | Erfassungs- nummer | Ausweisungsart               | Bild           |
| --- | ---------------------------- | -------------------------------------------------------------- | ------------------ | ---------------------------- | -------------- |
| auf dem Kamm des Huy, nahe dem Abzweig zur Huysburg (Karte) | Distanzstein                 |                                                                | 094 50118          | Baudenkmal                   | Weitere Bilder |
| am Ortsrand | Forsthaus                    |                                                                | 094 25506          | Baudenkmal                   |                |
| westlich des Ortseinganges (Karte) | Mühle                        |                                                                | 094 00811          | Baudenkmal                   | Weitere Bilder |
| Alte Kirchstraße 160 (Karte) | Bauernhof                    |                                                                | 094 00780          | Baudenkmal                   | Weitere Bilder |
| Alte Kirchstraße 161 (Karte) | Bauernhof                    |                                                                | 094 00779          | Baudenkmal                   | Weitere Bilder |
| Alte Kirchstraße (Karte) | Kapelle                      | Marienkapelle                                                  | 094 00815          | Baudenkmal                   | Weitere Bilder |
| Alte Kirchstraße 157 (Karte) | Hirtenhaus                   |                                                                | 094 00781          | Baudenkmal                   | Hirtenhaus     |
| Am Teich 1, im Huy, westlich des Gutes Röderhof (Karte) | Forsthof                     | Forsthaus Ziegenkopf                                           | 094 41264          | Baudenkmal                   | Weitere Bilder |
| Anderbecker Chaussee 102 (Karte) | Wohnhaus                     |                                                                | 094 02979          | Baudenkmal                   | Weitere Bilder |
| An der Dingelstätte 141, 143, 145, 146, 147, 148, 149, 151, 152, 153, 162, 164 (Karte)                                                                                    | Platz                        |                                                                | 094 00803          | Denkmalbereich               | Weitere Bilder |
| An der Dingelstätte 148 (Karte) | Bauernhaus                   | großer Dreiseitenhof                                           | 094 00750          | Baudenkmal                   | Weitere Bilder |
| An der Dingelstätte 149 (Karte) | Bauernhaus                   |                                                                | 094 00752          | Baudenkmal                   | Weitere Bilder |
| An der Dingelstätte 153 (Karte) | Bauernhaus                   |                                                                | 094 00751          | Baudenkmal                   | Weitere Bilder |
| An der Üppel 319, 320, 321, 322, 323, 324, 325, Hoheweg 3, 4, 5, 6, 308, 309, 313, 314, 315, 316, 317, 318, 326, 327, 328, 329, 330, 331, 333, 334, 335, 336, 337 (Karte) | Straßenzug                   |                                                                | 094 00869          | Denkmalbereich               | Weitere Bilder |
| An der Üppel 320 (Karte) | Wohn- und Geschäftshaus      | teils abgerissen                                               | 094 00783          | Baudenkmal                   | Weitere Bilder |
| Bahnchaussee 2 (Karte) | Bahnhof                      |                                                                | 094 00812          | Denkmalbereich               | Weitere Bilder |
| Bahnhofstraße 219, 220, 221, 222, 223, 224, 225, 226, 227, 228, 233, 233a, 234, 235, 236, 237, 238, 239, 240, 241, 243, 244, 245, 246 (Karte)                             | Straßenzug                   |                                                                | 094 00813          | Denkmalbereich               | Weitere Bilder |
| Bahnhofstraße 239 (Karte) | Bauernhaus                   |                                                                | 094 00761          | Baudenkmal                   | Weitere Bilder |
| Deutsche Halbe 171 (Karte) | Bauernhof                    | Gebäude hinter 171                                             | 094 00789          | Baudenkmal                   | BW             |
| Deutsche Halbe (Karte) | Lager                        | Speicher zur Ecke Badergasse                                   | 094 00766          | Baudenkmal                   | Weitere Bilder |
| Deutsche Halbe 144 (Karte) | Bauernhof                    | 2022 im Abriss befindlich                                      | 094 00776          | Baudenkmal                   | Weitere Bilder |
| Deutsche Halbe 169 (Karte) | Bauernhof                    |                                                                | 094 00788          | Baudenkmal                   | Weitere Bilder |
| Deutsche Halbe 170 (Karte) | Bauernhof Deutsche Halbe 170 | Bauernhof von 1844, 2017 als Denkmal ausgewiesen               | 094 41545          | Baudenkmal                   | Weitere Bilder |
| Deutsche Halbe 186 (Karte) | Bauernhaus                   | nach 2000 vermutlich abgerissen und moderner Neubau errichtet  | 094 00765          | Baudenkmal                   | Bauernhaus     |
| Gartenstraße 80, Krugstraße 32, 34, 35, 36, 84, 85, 85a, 86, Petristraße 38 (Karte)                                                                                       | Straßenzug                   |                                                                | 094 00778          | Denkmalbereich               | Weitere Bilder |
| Helle 125 (Karte) | Bauernhaus                   |                                                                | 094 25499          | Baudenkmal                   | Bauernhaus     |
| Hoheweg an einer Hausecke vor Nr. 326 (Karte) | Distanzstein                 |                                                                | 094 50057          | Baudenkmal                   | Weitere Bilder |
| Hoheweg 3 (Karte) | Bauernhof                    |                                                                | 094 00787          | Baudenkmal                   | Weitere Bilder |
| Hoheweg 6 (Karte) | Bauernhaus                   |                                                                | 094 00753          | Baudenkmal                   | Weitere Bilder |
| Hoheweg 309 (Karte) | Bauernhof                    |                                                                | 094 00795          | Baudenkmal                   | Weitere Bilder |
| Hoheweg 311 (Karte) | Bauernhaus                   |                                                                | 094 00794          | Baudenkmal                   | Weitere Bilder |
| Hoheweg 312 (Karte) | Bauernhof                    |                                                                | 094 00817          | Baudenkmal                   | Weitere Bilder |
| Hoheweg 327 (Karte) | Bauernhaus                   |                                                                | 094 25500          | Baudenkmal                   | Weitere Bilder |
| Hoheweg 328 (Karte) | Bauernhaus                   |                                                                | 094 00768          | Baudenkmal                   | Weitere Bilder |
| Hoheweg 333 (Karte) | Bauernhaus                   |                                                                | 094 00796          | Baudenkmal                   | BW             |
| Hoheweg 334 (Karte) | Bauernhof                    |                                                                | 094 25501          | Baudenkmal                   | Weitere Bilder |
| Hoheweg 336 (Karte) | Bauernhaus                   |                                                                | 094 00767          | Baudenkmal                   | Bauernhaus     |
| Huysburg (Karte) | Kloster Huysburg             |                                                                | 094 02652          | Baudenkmal                   | Weitere Bilder |
| Huysburg | Kirche                       | Kirche                                                         | 094 02652 001      | Teilobjekt eines Baudenkmals |                |
| In der Ecke 257 (Karte) | Gasthof                      |                                                                | 094 00790          | Baudenkmal                   | Gasthof        |
| Kirchstraße (Karte) | Kirche                       | St. Stephanus                                                  | 094 01130          | Baudenkmal                   | Weitere Bilder |
| Kirchstraße 1 (Karte) | Kantorat                     |                                                                | 094 00816          | Baudenkmal                   | Weitere Bilder |
| Kirchstraße 2 (Karte) | Pfarrhaus                    |                                                                | 094 00786          | Baudenkmal                   | Weitere Bilder |
| Krugstraße 36 (Karte) | Bauernhof                    |                                                                | 094 00777          | Baudenkmal                   | Weitere Bilder |
| Krugstraße 85 (Karte) | Bauernhaus                   |                                                                | 094 00773          | Baudenkmal                   | Bauernhaus     |
| Ostendorfstraße 179 (Karte) | Bauernhaus                   |                                                                | 094 00793          | Baudenkmal                   | Weitere Bilder |
| Ostendorfstraße 182 (Karte) | Bauernhaus                   |                                                                | 094 00792          | Baudenkmal                   | Weitere Bilder |
| Ostenpforte 301 (Flur 5, Flurstück 446) am südöstlichen Ortsrand (Karte)                                                                                                  | Bauernhof                    | Gebäude 2014 abgerissen                                        | 094 25502          | Baudenkmal                   | BW             |
| Ostenpforte 301, 275 am südöstlichen Ortsrand im Bereich des ehem. Ostentores (Karte)                                                                                     | Scheune                      |                                                                | 094 00804          | Denkmalbereich               | Weitere Bilder |
| Ostenpforte 302 (Karte) | Bauernhaus                   |                                                                | 094 00798          | Baudenkmal                   | Bauernhaus     |
| Ostenpforte 303 (Karte) | Bauernhaus                   |                                                                | 094 25503          | Baudenkmal                   | Weitere Bilder |
| Ostenpforte 304 (Karte) | Bauernhaus                   |                                                                | 094 00763          | Baudenkmal                   | Weitere Bilder |
| Petristraße 40 (Karte) | Bauernhaus                   |                                                                | 094 00806          | Baudenkmal                   | Weitere Bilder |
| Petristraße 83 (Karte) | Bauernhaus                   |                                                                | 094 00809          | Baudenkmal                   | BW             |
| Schweinetor 129 (Karte) | Bauernhaus                   |                                                                | 094 00775          | Baudenkmal                   | Weitere Bilder |
| Schweinetor 139 (Karte) | Bauernhaus                   |                                                                | 094 00770          | Baudenkmal                   | Weitere Bilder |
| Schweinetor 140 (Karte) | Bauernhaus                   |                                                                | 094 00769          | Baudenkmal                   | Weitere Bilder |
| Schweinetor 87, 88, 89, 90, 91, 92, 93, 129, 130, 137, 138, (Karte) | Straßenzug                   |                                                                | 094 00814          | Denkmalbereich               | Weitere Bilder |
| Schweinetor 88 (Karte) | Bauernhaus                   |                                                                | 094 00772          | Baudenkmal                   | Bauernhaus     |
| Schweinetor 90 (Karte) | Bauernhaus                   | vermutlich nach 2015 abgerissen, modern gestaltetes Grundstück | 094 00771          | Baudenkmal                   | BW             |
| Thie 205 (Karte) | Bauernhaus                   |                                                                | 094 00807          | Baudenkmal                   | Weitere Bilder |
| Thie 208 (Karte) | Bauernhaus                   |                                                                | 094 00808          | Baudenkmal                   | Weitere Bilder |
| Thie 210 (Karte) | Bauernhaus                   | zwei Gebäude                                                   | 094 00759          | Baudenkmal                   | Weitere Bilder |
| Thie 212a (Karte) | Badeanstalt                  |                                                                | 094 25504          | Baudenkmal                   | Weitere Bilder |
| Vor dem Kruge 33 (Karte) | Gasthof                      | Krugstraße Dorfkrug                                            | 094 00865          | Baudenkmal                   | Weitere Bilder |
| Westerntor 7 (Karte) | Bauernhaus                   |                                                                | 094 00755          | Baudenkmal                   | Weitere Bilder |
| Westerntor 8 (Karte) | Bauernhaus                   |                                                                | 094 25505          | Baudenkmal                   | Bauernhaus     |
| Westerntor 10 (Karte) | Bauernhof                    | zwei Gebäude, neben dem Kantorat                               | 094 00756          | Baudenkmal                   | Weitere Bilder |
| Westerntor 20 (Karte) | Bauernhaus                   |                                                                | 094 00758          | Baudenkmal                   | Weitere Bilder |
| Westerntor 24 (Karte) | Bauernhaus                   |                                                                | 094 00757          | Baudenkmal                   | Weitere Bilder |

- siehe auch Liste der Kulturdenkmale in Huy

## Legende
In den Spalten befinden sich folgende Informationen:
- Lage: Nennt den Straßennamen und wenn vorhanden die Hausnummer des Kulturdenkmals. Die Grundsortierung der Liste erfolgt nach dieser Adresse. Der Link „Karte“ führt zu verschiedenen Kartendarstellungen und nennt die geographischen Koordinaten.
Link zu einem Kartenansichtstool, um Koordinaten zu setzen. In der Kartenansicht sind Baudenkmale ohne Koordinaten mit einem roten bzw. orangen Marker dargestellt und können in der Karte gesetzt werden. Baudenkmale ohne Bild sind mit einem blauen bzw. roten Marker gekennzeichnet, Baudenkmale mit Bild mit einem grünen bzw. orangen Marker.
- Offizielle Bezeichnung: Nennt den Namen, die Bezeichnung oder zumindest die Art des Kulturdenkmals und verlinkt, soweit vorhanden, auf den Artikel zum Objekt.
- Beschreibung: Nennt bauliche und geschichtliche Einzelheiten des Kulturdenkmals, vorzugsweise die Denkmaleigenschaften.
- Erfassungsnummer: Für jedes Kulturdenkmal wird in Sachsen-Anhalt eine 20stellige Erfassungsnummer vergeben. Die letzten zwölf Ziffern werden für die Untergliederung nach Teilobjekten genutzt und werden nur angegeben, soweit vergeben. In dieser Spalte kann sich folgendes Icon  befinden, dies führt zu Angaben zu diesem Baudenkmal bei Wikidata.
- Ausweisungsart: Die Einordnung des Denkmales nach § 2 Abs. 2 DenkmSchG LSA
- Bild: Ein Bild des Denkmales, und gegebenenfalls einen Link zu weiteren Fotos des Kulturdenkmals im Medienarchiv Wikimedia Commons. Wenn man auf das Kamerasymbol klickt, können Fotos zu Kulturdenkmalen aus dieser Liste hochgeladen werden: